# Osmery
Osmery è un comune francese di 285 abitanti situato nel dipartimento del Cher, nella regione del Centro-Valle della Loira. Il 1 gennaio 2024 ha incorporato il comune di Lugny-Bourbonnais.

## Società

### Evoluzione demografica
Abitanti censiti